# Дросия (дем Халкида)
Дросия е малко градче в близост до Халкида. Населението му според преброяването от 2011 г. възлиза на 5020 жители. Административно принадлежи към дем Халкида и е седалище на местната общност на Дросия, като е била предходно административен център на дем Антидонос.
Градчето е изцяло арванитско, а жителите му са предимно фермери, индустриални работници, упражняващи свободни професии и служители. В района се произвежда зехтин, зеленчуци и цитрусови плодове. Старото име, което носи до 60-те години на XX век градчето с района, е Халия. Съборната православна църква е посветена на „Свети Георги“ и е издигната през 1870 г. Срещу градчето се намира необитаемият остров Ктипониси със старо име Гайдаро, на който се намира църква, посветена на Свети Николай Нови, и основите на жилището на английския археолог Франсис Турвил-Петре, живял на острова през 30-те години на XX век.
Родом от Дросия е известната гръцка певица Сотирия Белу.